# Laurent Bettoni
Pour les articles homonymes, voir Bettoni (homonymie).
 (novembre 2021).
La mise en forme du texte ne suit pas les recommandations de Wikipédia : il faut le « wikifier ».
Les points d'amélioration suivants sont les cas les plus fréquents :
- Les titres sont pré-formatés par le logiciel. Ils ne sont ni en capitales, ni en gras.
- Le texte ne doit pas être écrit en capitales (les noms de famille non plus), ni en gras, ni en italique, ni en « petit »…
- Le gras n'est utilisé que pour surligner le titre de l'article dans l'introduction, une seule fois.
- L'italique est rarement utilisé : mots en langue étrangère, titres d'œuvres, noms de bateaux, etc.
- Les citations ne sont pas en italique mais en corps de texte normal. Elles sont entourées par des guillemets français : « et ».
- Les listes à puces sont à éviter, des paragraphes rédigés étant largement préférés. Les tableaux sont à réserver à la présentation de données structurées (résultats, etc.).
- Les appels de note de bas de page (petits chiffres en exposant, introduits par l'outil «  Source ») sont à placer entre la fin de phrase et le point final[comme ça].
- Les liens internes (vers d'autres articles de Wikipédia) sont à choisir avec parcimonie. Créez des liens vers des articles approfondissant le sujet. Les termes génériques sans rapport avec le sujet sont à éviter, ainsi que les répétitions de liens vers un même terme.
- Les liens externes sont à placer uniquement dans une section « Liens externes », à la fin de l'article. Ces liens sont à choisir avec parcimonie suivant les règles définies. Si un lien sert de source à l'article, son insertion dans le texte est à faire par les notes de bas de page.
- La présentation des références doit suivre les conventions bibliographiques. Il est recommandé d'utiliser les modèles {{Ouvrage}}, {{Chapitre}}, {{Article}}, {{Lien web}} et/ou {{Bibliographie}}. Le mode d'édition visuel peut mettre en forme automatiquement les références.
- Insérer une infobox (cadre d'informations à droite) n'est pas obligatoire pour parachever la mise en page.

Pour une aide détaillée, merci de consulter Aide:Wikification.
Si vous pensez que ces points ont été résolus, vous pouvez retirer ce bandeau et améliorer la mise en forme d'un autre article.
Laurent Bettoni est un romancier et chroniqueur littéraire français, né le 27 juillet 1968 à Vitry-sur-Seine.

## Biographie
Élève au lycée Romain-Rolland d’Ivry-sur-Seine, il obtient un baccalauréat scientifique et poursuit ses études universitaires en biologie moléculaire à l’université Pierre-et-Marie-Curie, Paris-VI.
Il travaille ensuite dans l’industrie médico-pharmaceutique, qu’il quitte en 2004 pour se consacrer à l’écriture,,. Pour cela, il suit durant plusieurs mois une formation à l’Escale littéraire, département de littérature  abrité par l’EICAR (École internationale de création audiovisuelle et de réalisation) et dirigé par Bernard Lecherbonnier. Sous la tutelle de Bernard Lehembre, il y écrit son premier roman et y rencontre l’écrivain Christian Oster, de l’expérience et de l’accompagnement duquel il bénéficie.
La même année, Laurent Bonelli, qui dirige la librairie Virgin Megastore des Champs-Élysées, tout en étant force de proposition pour les éditions Robert Laffont, repère le premier manuscrit de Laurent Bettoni et le publie sous le titre Ma place au paradis, en avril 2005,,, .
Cinq mois plus tard, Laurent Bettoni obtient son diplôme de lecteur-correcteur, ce qui lui permettra de travailler en presse écrite (groupe Figaro, Ushuaïa magazine…) ainsi que dans l’édition (éditions Flammarion, Albin Michel, Hachette, Michel Lafon…). De 2008 à 2013, il aura également en charge la publication de revues médicales chez John Libbey Eurotext.
En 2006, il participe à l’écriture de projets cinématographiques et de bibles de séries télévisées pour la société Aubes productions, aux côtes de Delphine de Vigan et Jean-Marc Parisis.
En 2012, il accompagne Agnès Martin-Lugand dans l’écriture de son premier roman, Les gens heureux lisent et boivent du café (Michel Lafon),,,. Il poursuit cet accompagnement dans le cadre d’un deuxième roman qui deviendra Entre mes mains le bonheur se faufile (même éditeur).
Cette expérience lui donne l’idée de mener une activité d’accompagnateur littéraire en parallèle à l’écriture de ses propres livres, et c’est ainsi qu’il fonde une structure appropriée,,. Dans ce cadre, il apporte son concours à Louisiane C. Dor pour Les méduses ont-elles sommeil ? (Gallimard), distingué par le prix Renaudot poche en 2017 (Folio),, à Laure Margerand pour le Jardin des étoiles mortes et Les 5 Parfums de notre histoire (tous deux parus chez J’ai lu), à  Guillaume Chérel pour Un bon écrivain est un écrivain mort (Mirobole éditions), ainsi qu’à de nombreux auteurs autoédités ou pour le compte de maisons d’édition traditionnelles.
De 2013 à 2015, il prend la direction éditoriale de la maison La Bourdonnaye,,.
En 2015, avec Lorant Deutsch, Aurélie Valognes et Audrey Alwett, il est membre du jury du prix Amazon de l’autoédition, qui récompense Amélie Antoine, Solène Bakowski et Isabelle Rozenn-Mari,.
En 2016, il fonde son propre label, les indés (édition numérique ainsi que papier, par impression à la demande), dont la vocation première est de faire découvrir aux lecteurs des talents encore méconnus de la scène littéraire francophone, issus pour bon nombre de l’autoédition,,,,,.
Par ailleurs, il signe régulièrement des chroniques littéraires pour plusieurs magazines et revues : Service littéraire, La Fringale culturelle, IDBOOX, Wiib, Meet le mag, La Cause littéraire,,.
Il puise ses influences aussi bien chez les classiques – Molière, Skakespeare – que chez les contemporains – Louis-Ferdinand Céline, Philippe Djian, Patrick Modiano, Michel Houellebecq. Il admire également des auteurs anglo-saxons tels que Tennessee Williams, Bret Easton Ellis, Irvine Welsh, Brian Evenson, John King, Chuck Palahniuk. Comme eux, il écrit des récits souvent empreints de références de la pop culture et porteurs de thématiques sociétales, dans lesquels il aime mêler les genres, entre thriller, littérature noire et littérature blanche,.

## Œuvres

### Romans
- Ma place au paradis, Robert Laffont, 2005
- Écran total, les cow-boys et les indies (édition numérique), 2012, réédition chez les indés en 2016
- Les Corps terrestres, les cow-boys et les indies (édition numérique), 2012
- Arthus Bayard et les Maîtres du temps, Le Seuil/Don Quichotte, 2013
- Le Repentir, Hachette/Marabout, 2014
- Mauvais garçon, Le Seuil/Don Quichotte, 2014
- Les Costello, une série mordante, saison 1, les indés, 2016
- Les Remords de l’assassin, Hachette/Marabout, 2017
- La Double Vie de laura_73, Cosmopolis, 2021

### Hors commerce
- Tout l’or du monde, Visit Europe/Éditions Apogée, « Intrigues en voyage », 2018
- Piste noire, Visit Europe/Éditions Apogée, « Intrigues en voyage », 2018
- Suite royale, Visit Europe/Éditions Apogée, « Intrigues en voyage », 2019
- L’Homme de Vinci, Visit Europe/Éditions Apogée, « Intrigues en voyage », 2019

### Nouvelles
- Le Bois flotté, parue dans Femme actuelle jeux, N°26, mars-avril 2016, disponible sous le titre Le Bois mort, les cow-boys et le indies (format numérique), 2012

### Récits jeunesse
- Léo et l’araignée, les cow-boys et les indies (format numérique), 2012
- Léo et le monstre sans visage, les cow-boys et le indies (format numérique), 2012

### Récits radiophoniques
- Léo et l’araignée, France Musique, Contes du jour et de la nuit, 2013
- Léo et le monstre sans visage, France Musique, Contes du jour et de la nuit, 2014
- Le Bois mort, France Musique, Contes du jour et de la nuit, 2015